# 地中海神女号
地中海神女号（MSC Euribia）是地中海郵輪公司旗下的第二艘以液化天然气为动力遊輪，于2023年6月开始巡航。

## 命名
“Euribia”是欧律比亚的意大利语拼写，她是古希腊神话中掌管海洋的女神，可以利用风、天气和星座来驾驭海洋。

## 历史

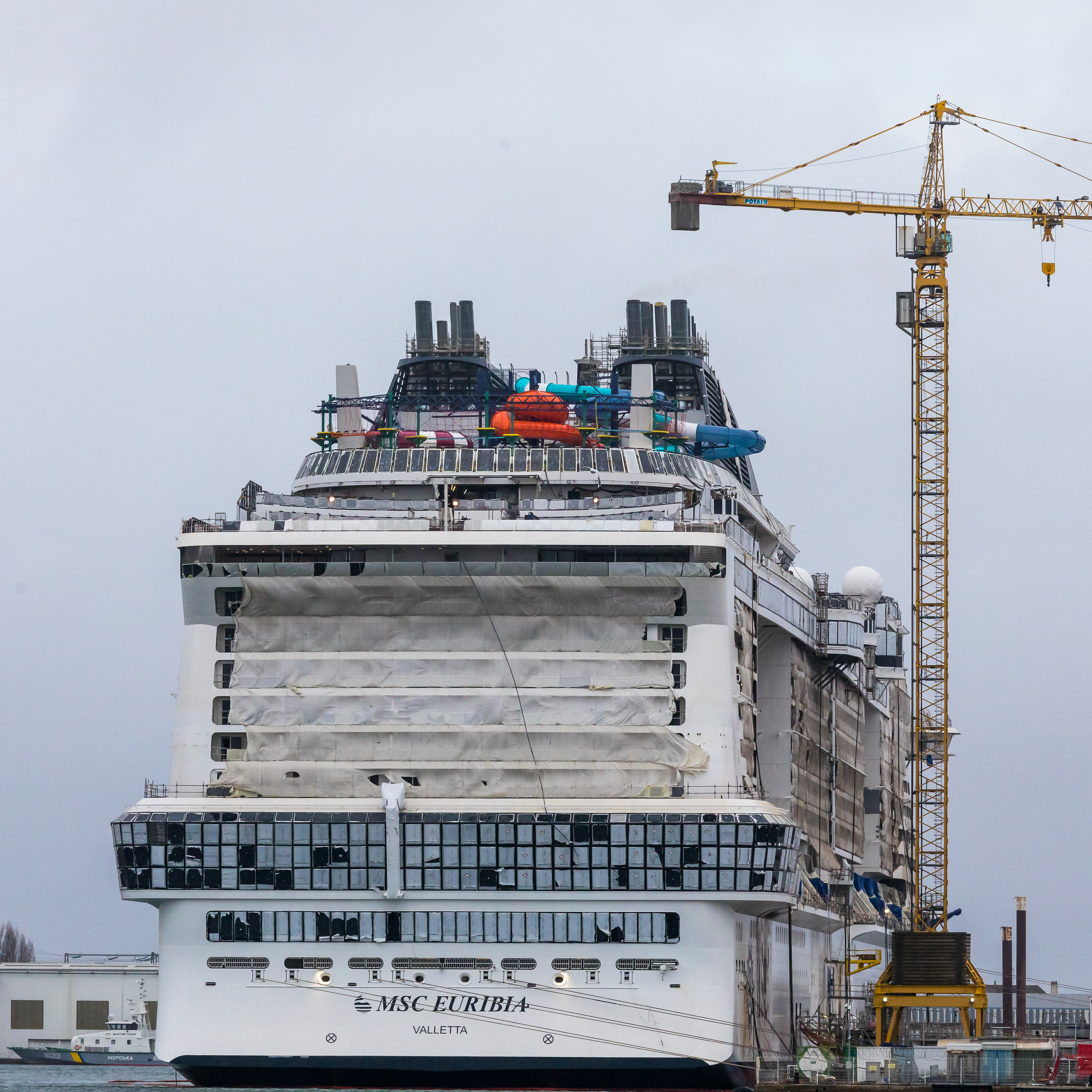
2022年12月建造中的神女号

2021年12月2日，地中海神女号在法国圣纳泽尔的大西洋造船廠铺设，船体编号为V34，并于2022年6月出坞。 机舱部分于2021年在波兰CRIST造船厂建造，并漂浮转移至法国。
2023年5月31日交付给地中海邮轮后，她于2023年6月3日离开船厂前往阿姆斯特丹。在那里停留并在哥本哈根接受教母索菲亚·罗兰的洗礼后，这艘船于6月10日在基尔停靠，结束洗礼航程，从那里它将用于前往挪威的巡航。  

## 技术
神女号是“传奇加强版”（Meraviglia Plus）级别的第三艘船，是之前传奇级的放大版本。她的姊妹舰是地中海鸿图号和地中海华彩号，两艘船的吨位均略小。
神女号排水量18.4万吨，长331米，宽43米，高65米，最大航速22.3节，配备四个瓦锡兰双燃料引擎（12V和16V），以液化天然气为主燃料，含硫量为0.1%的船用轻柴油作为辅助燃料，几乎消除了硫氧化物（SOx）和微粒的排放，将氮氧化物（NOx）的排放减少了85%，将温室气体的排放减少了25%。
该船还使用了先进的废水处理系统，经此系统处理后的废水将符合世界上最严格的“波罗的海标准”，可以防止海洋生物从一个海域转移到另一个海域，威胁当地的生态系统。

## 设施
神女号采用德国艺术家亚历山大·弗莱明（Alexander Flämig）绘制的船体涂装，以“保护海洋”（#SaveTheSea）为主题。
神女号有19层甲板，共2419个舱位，可容纳6327名乘客，拥有五个泳池区，其中位于船尾的Horizon Pool是一座无边际泳池，可以让乘客欣赏到壮观的海景。船上有一条112米长，两层高的带LED顶棚的长廊，里面有精品店、餐厅和酒吧。船上设有一个儿童俱乐部和一个水疗区。其他娱乐设施还包括剧院、赌场和甲板上设有多个水滑梯的水上公园。